# Речица (квартал на Сливен)
Вижте пояснителната страница за други значения на Речица.
Речица (до 1945 г.: Рѣчица) е квартал на град Сливен, България, с население над 7000 жители.

## Местоположение
Намира се на 5 км югозападно от центъра на Сливен, а на 2,5 км югозападно от квартала са разположени Сливенските минерални бани и р.Тунджа.
Има изглед към Стара планина. Покрай него минават първокласните пътища София – Бургас (Подбалкански първокласен път) и шосето Бургас – Сливен – Стара Загора – Пловдив – София.

## История
Населеното място е с петвековна история.
- 1479 г.: споменато е като Чаирли (тур. Çayırli)[1][2], което идва от турската дума „чаир“ (çayır), означаваща ливада. Първоначално е място, осеяно с много ливади и заобиколени от дъбови горички. По тези места след 350 години местният феодал Тахир ага[3] построява свои чифлици и насажда лозя.
- 1711 г.: потурчване на много хора от Сливен и на няколко души от Чаирли.
- 1829 г.: заселва се Тахир ага. Води се Руско-турската война (1828 – 1829), руските войски се оттеглят, селяните се уплашват от отмъщение на турците и затова палят чифлиците на Тахир ага.
- 1830 г.: заселване на хора от други градове и села, но най-вече от Ямбол.
- 1865 г.: поставя се началото на училищното дело.
- 1934 г.: селото е преименувано на Речица.[4]
- 1960-те години: заселване на роми, главно от сливенския кв. „Надежда“ заради строеж там на завод.
- 1967 – 1968 г.: заселване на каракачани (днес Речица е сред селищата с най-много каракачани).
- 1974 г., 6 септември: присъединено е към Сливен.[5]

## Училище
За разкриването на училището няма много данни. Според С. Табаков училището в кв. Речица води началото си от 1865 г. Сред първите учители са Г. Ботушев и Ст. Драгнев. Отначало училището се помещава в частна къща. Първата училищна сграда, състояща се от 4 класни стаи, е построена през 1882 г. Училището е наречено „Св. св. Кирил и Методий“. През есента на 1936 г. училището е преместено в модерна за времето сграда, която се състои от 5 класни стаи; отново става начално, но не променя името си. На източната фасада на училището има барелеф с ликовете на Кирил и Методий. При преместването архивът е унищожен, оцелели са 2 книги.
От 1935 г. има запазен непълен албум на учителите, работили в училището. От 1946 г. в училището отново се разкрива прогимназиален курс и то се преименува на ОУ „Кирил и Методий“.
От учебната 1964/65 г. е разкрит и VIII клас. През 1967/68 уч. г. нараства броят на учениците, защото в селото се заселват много каракачани. Поради нуждата от нова сграда председателят на ОНС в Сливен Георги Данчев нарежда да се осигурят средства и да започне проектиране и строителство.
През 1971 г. паралелките са 16, има 2 занимални. Това налага наемането на различни помещения. Основите на училищната сграда се полагат през 1969 г., а през ноември 1972 г. е официално открита тази трета учебна сграда. Ентусиазмът при строителството от страна на ученици, учители и жители е изключителен. Сградата от 1936 г. остава в огромния училищен двор и се ползва от Целодневна детска градина „Здравец“. По решение на ОНС в Сливен през 1974/75 г. се внедрява целодневната организация на обучение. Трудностите са големи, училищното ръководство поема много рискове с тълкуването на нормативните документи, но колективът работи организирано.
В училището получава начално образувание и работи като главен учител през периода 1910 – 1912 г. Аргир Димитров (1892 – 1942), интербригадист в Испания и учен-химик. Той издейства ремонт на тогавашното училище и започва борба за нова сграда. Там завършва основно образование и поетът Деньо Денев.
Днес IX ОУ „Св. св. Кирил и Методий“ има 460 ученици, които учат в 20 паралелки. За обучението и възпитанието им се трудят 28 учители. Якутски фолклорен състав посещава училището през 2004 г.
На 11 май 2007 г. се навършват 125 години от създаването на IX ОУ „Св. св. Кирил и Методий“ в кв. „Речица“.